# Піта вухата
Піта вухата (Hydrornis phayrei) — вид горобцеподібних птахів родини пітових (Pittidae). Вид названий на честь Артура Фера, першого комісара Британської Бірми.

## Поширення
Вид поширений в Бангладеші, Китаї, Лаосі, Камбоджі, М'янмі, Таїланді і В'єтнамі. Його природними
місцями проживання є субтропічні та тропічні вологі рівнинні та гірські ліси.

## Опис
Тіло завдовжки 20-24 см.